# Cała naprzód: Rychu do dzieła!
Cała naprzód: Rychu do dzieła! (Carry On Dick) – brytyjska komedia filmowa z 1974 roku w reżyserii Geralda Thomasa. Jest dwudziestym szóstym filmem z cyklu Cała naprzód i zarazem ostatnim, w którym niemal w komplecie wystąpiła obsada złożona z aktorów najbardziej utożsamianych z tą serią ze względu na swoje wielokrotne występy we wcześniejszych częściach: Kenneth Williams, Sid James, Joan Sims, Bernard Bresslaw, Kenneth Connor, Barbara Windsor, Hattie Jacques czy Peter Butterworth. Jedynym nieobecnym spośród głównych stałych aktorów Całej naprzód był Charles Hawtrey, odsunięty od produkcji już dwa filmy wcześniej ze względu na swój narastający problem alkoholowy.
Film nawiązuje do, szeroko rozpowszechnionych w brytyjskiej kulturze popularnej od XVIII wieku aż do czasów współczesnych, opowieści o Dicku Turpinie, nieuchwytnym rozbójniku, który w pierwszej połowie XVIII wieku siał postrach wśród podróżnych przemieszczających się po drogach północnej Anglii. Polski tytuł wziął się z faktu, iż imię "Dick" stanowi popularne zdrobnienie od "Richard", a więc można je przełożyć na polski jako "Rysiek" czy wręcz "Rychu".

## Opis fabuły
Przerażony narastającą falą przestępczości, król Anglii powołuje pierwszy w dziejach kraju profesjonalny oddział policji, znany jako Bow Street Runners, którego zadaniem jest wytępienie rzezimieszków rabujących powozy arystokratów i kupców, a także bandytów zagrażających ludności miejskiej Londynu. Na jego czele stoi Sir Roger Daley, zaś bieżące dowództwo operacyjne sprawuje wyniosły modniś, kapitan Fancey. Po początkowych sukcesach jednostka zostaje upokorzona, gdy jej zwierzchnik Sir Roger zostaje napadnięty i okradziony w wyjątkowo poniżający sposób przez na poły legendarnego łotra Dicka Turpina. Na dodatek próba jego aresztowania przez stróżów prawa kończy się brawurową ucieczką. Kapitan Fancey postanawia osobiście podjąć śledztwo w sprawie Turpina. Wybiera się w tę misję z zaledwie jednym podkomendnym, sierżantem Strappem.

## Obsada
- Sid James jako Dick Turpin / wielebny Flasher
- Kenneth Williams jako kapitan Fancey
- Jack Douglas jako sierżant Strapp
- Bernard Bresslaw jako Sir Roger
- Joan Sims jako Madame Desiree
- Kenneth Connor jako posterunkowy parafialny
- Hattie Jacques jako Pani Hoggett, gospodyni na plebanii
- Barbara Windsor jako Harriett
- Peter Butterworth jako Tom
- Margaret Nolan jako Lady Daley, żona Sir Rogera

i inni

## Produkcja
Podobnie jak wszystkie pozostałe części Całej naprzód, film był kręcony przede wszystkim na terenie kompleksu Pinewood Studios w hrabstwie Buckinghamshire. W tej samej okolicy powstały sceny plenerowe. Okres zdjęciowy trwał od 4 marca do 11 kwietnia 1974 roku.